# South Carolina Canal and Railroad Company

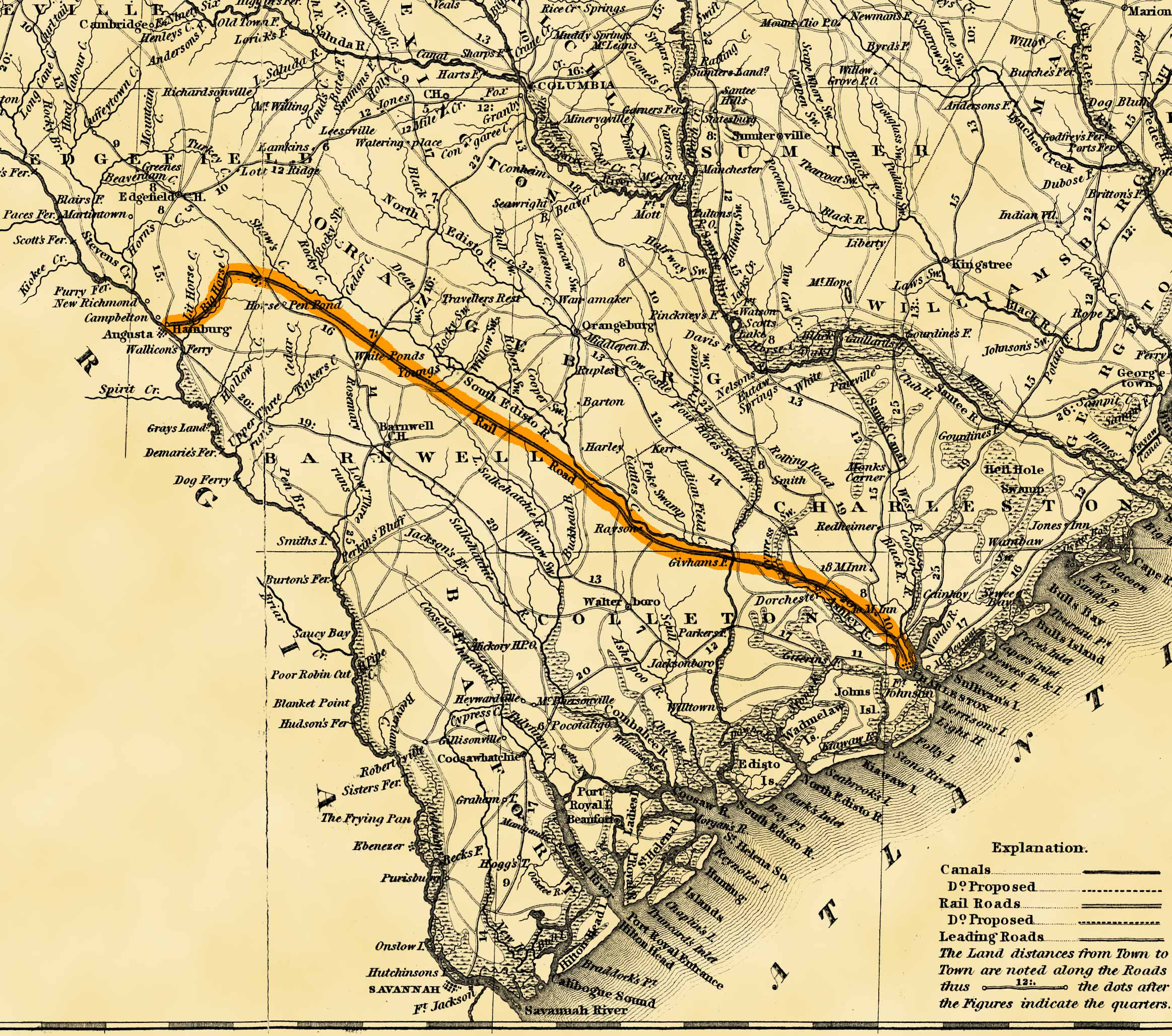
Karte der Strecke der South Carolina Canal and Rail Road Company von 1833

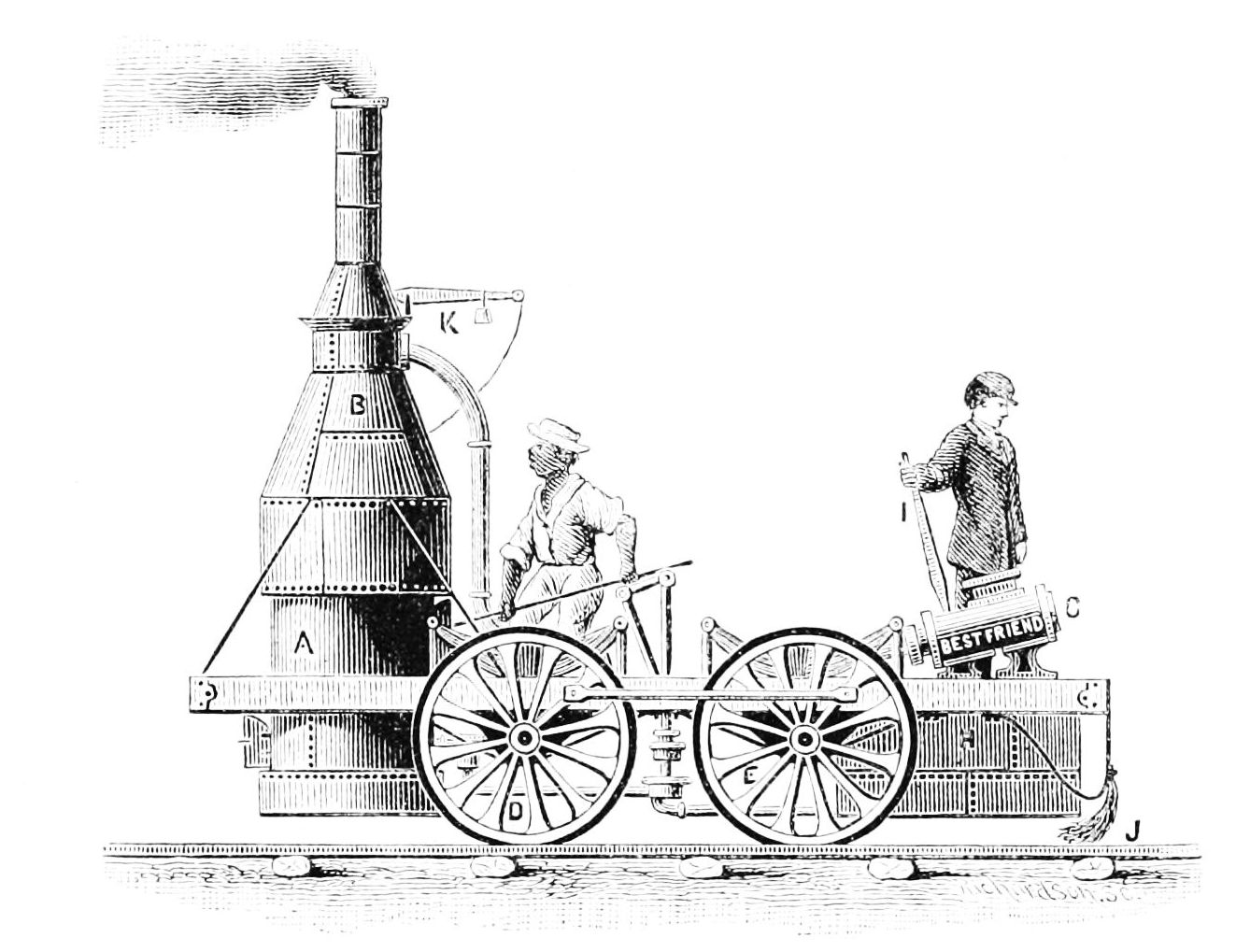
Best Friend of Charleston

Die South Carolina Canal & Railroad Company, abgekürzt SCC&RR ist eine ehemalige Eisenbahngesellschaft der Vereinigten Staaten, die am 19. Dezember 1827 gegründet wurde und die 1833 eröffnete Bahnstrecke Charleston–Hamburg in South Carolina betrieb. 

## Geschichte
Mitte der 1820er Jahre gewann das Konzept der Eisenbahn in den noch jungen Vereinigten Staaten an Bedeutung. Mit der Entwicklung der Dampflokomotive durch den Engländer Richard Trevithick Anfang des 19. Jahrhunderts war klar, dass Eisenbahnen eine wichtige Rolle bei der schnelleren Beförderung von Personen und Gütern spielen könnten. Im Nordwesten der USA entstand 1826 mit der Delaware and Hudson Railway eine erste Eisenbahn für den Güterverkehr, die aus einer Reihe von Schienenseilbahnen bestand, die untereinander durch horizontale Strecken verbunden waren. Auf diesen Strecken bewährte sich der Betrieb mit Dampflokomotiven nicht, da diese für den Oberbau zu schwer waren. Mit der Baltimore and Ohio Railroad (B&O) entstand 1827 die erste Eisenbahn für Güter- und Personenverkehr. Ihre Aufgabe war, das Hinterland von Baltimore an den Hafen anzubinden und zu verhindern, dass dies durch ein Kanalsystem erfolgen würde.
Die Hafenstadt Charleston folgte dem Beispiel von Baltimore und gründete ebenfalls eine Bahngesellschaft. Ihre Aufgabe war, eine 219 km lange Strecke für den Abtransport von Baumwolle von Charleston bis nach Hamburg gegenüber von Augusta zu bauen. Der Leitende Ingenieur der Gesellschaft war Horatio Allen, der bereits bei der Delaware and Hudson Railway versuchte, den Dampfbetrieb einzuführen. Er bestellte bei der West Point Foundry in Cold Spring bei New York City die erste in den USA gebaute Dampflokomotive, die Best Friend of Charleston. Sie zog bereits an Weihnachten 1830 einen ersten Personenzug auf einem ersten, zehn Kilometer langen Streckenabschnitt bei Charleston. Im Oktober 1833 war die ganze Strecke bis nach Hamburg fertiggestellt.
Die Gleise bestanden aus sogenannten Strap-Iron-Tracks – Gleise, die anstelle von stählernen Schienen Hartholzbalken mit aufgenagelten Eisenstreifen verwendeten. Geländesenken und sumpfige Gebiete wurden mit langen Trestles (Jochbrücken) überwunden. Die Eisenbahnstrecke war bei ihrer Eröffnung die längste der Welt. Sie war gleichzeitig auch die erste Eisenbahn in den Vereinigten Staaten, welche nur Lokomotiven für die Zugförderung verwendete, die erste Gesellschaft, die einen Auftrag zur Beförderung von Postsendungen hatte und die erste, die fahrplanmäßig Passagierverkehr anbot.
Die Trestles bewährten sich nicht, da das Holz im feuchtheißen Klima der Südstaaten schnell verrottete. Es wurde deshalb bereits bald nach der Eröffnung begonnen, die Brücken durch Bahndämme zu ersetzen. Ebenso wurden die Strap-Iron-Tracks durch eiserne Doppel-T-Schienen ersetzt. Der Ausbau kostete die Gesellschaft 463.000 US-Dollar. Die Gesellschaft machte Gewinn, war aber kein Riesenerfolg. Der Flussdampferbetrieb auf dem Savannah River war eine scharfe Konkurrenz zur Gesellschaft. Ab 1844 war die Gesellschaft nicht mehr selbständig. Sie wurde nach mehreren Fusionen ein Teil der Southern Railway. Von der ursprünglichen Trasse ist kaum noch etwas erhalten, der Verlauf ist aber an manchen Orten noch erkennbar.